# アックア・アルタ

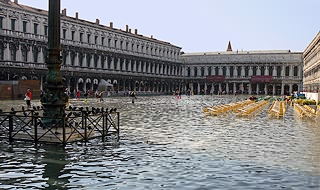
浸水したサン・マルコ広場(ヴェネツィア)

アックア・アルタ（イタリア語: acqua alta、複数形：アックエ・アルテ (acque alte)）は、元々はイタリア語で満潮を指す言葉であるが、イタリア北部のヴェネト州ではアドリア海北部で定期的に発生する異常潮位現象を指してこの言葉を用いている。アクア・アルタとも書かれる。この項目では、北アドリア海における異常潮位現象について説明する。
この現象により特に水位が高くなるのはヴェネツィアの潟で、ヴェネツィアやキオッジャでは都市内部まで浸水することもある。浸水は、北アドリア海周辺のグラードやトリエステなどの都市でもまれに観測されている。この現象は主には秋から春にかけての時期に見られ、潟から外海への水の流出を防いでいる風が普段よりも強く吹くことで、潟の水量が増し、そこに満潮が重なることで発生する。この特殊な風は、アドリア海の北沿いを吹くシロッコやボーラなどの季節風が、ヴェネツィアの潟の独特な地形の影響を受けることで起こる。

## 発生要因
通常の満潮との違いを明確にするため、ある科学的な基準を満たすものだけをアックア・アルタと呼称している。これにはサンタ・マリア・デッラ・サルーテ聖堂付近にある観測所で計測されるデータが特に重要視されている。基準としては次のようなものが挙げられる。
- 強い(intense)：通常潮位より潮位が80cmから109cm上昇している。(通常潮位は、1897年に測定された年間平均値が基準となっている。)
- とても強い(very intense)：通常潮位より潮位が110cmから139cm上昇している。
- 特別な高潮(exceptional high waters)：通常潮位より潮位が140cm以上上昇している。

潮位が上昇する要因としては一般的には次のような3つが知られている。
- ひとつは天文的な要因。つまりは天体の運動や位置などによる影響である。最も代表的なものは月であるが、その他にも太陽や地球以外の惑星からの影響もわずかながら受けている。この要因に関しては、天文力学的な法則に則ったものであるため、長期的な計算や予測も可能である。
- ふたつめが地理的な要因。沿岸の地形が、上記の天文学的な要因を増幅または減少させることがあるためである。こちらも上と同様に、長期的な計算や予測が可能な要因である。[2]
- 最後に、気象的な要因である。これは、風の影響、気圧の変化、降雨量などの多くの要素から成っている。これらの相互性や確率性はとても複雑であるため、この要因に関してはごく短期間の予測を立てることしかできない。それと同時に、アックア･アルタにとってはこの要因が最も重大なものとなっている。[3]

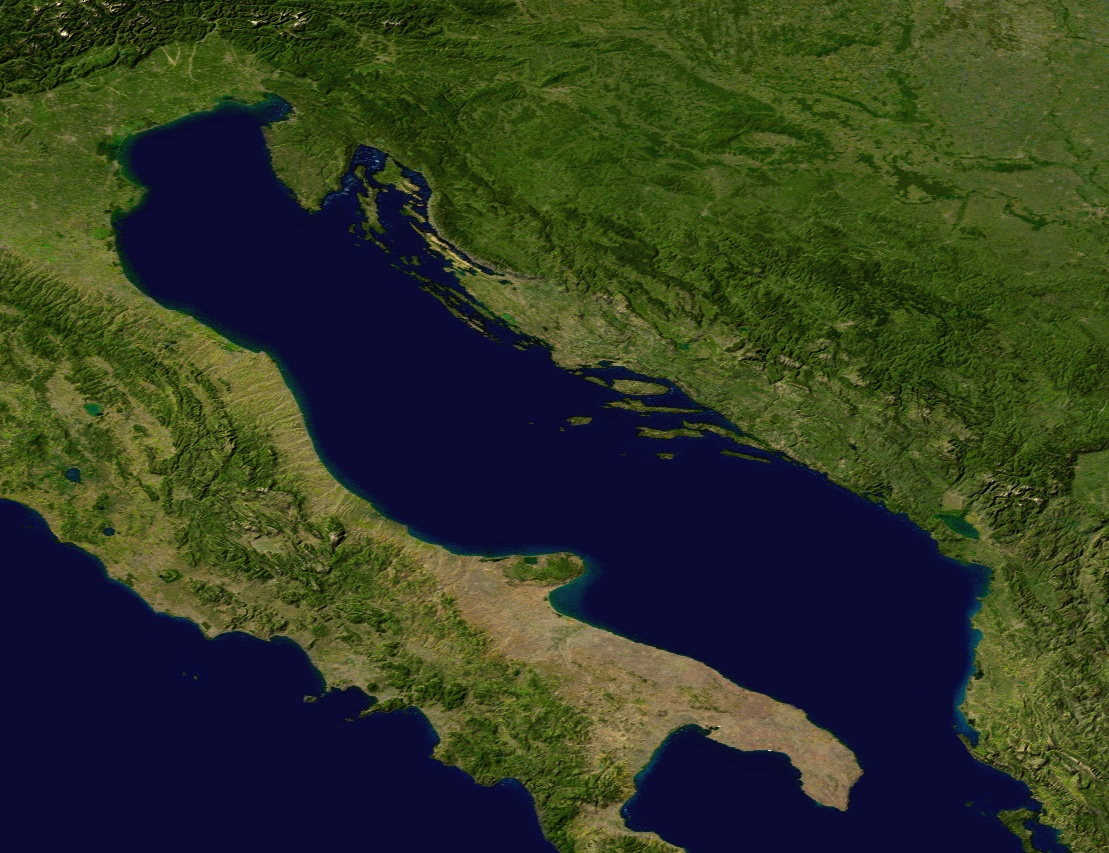
アドリア海の人工衛星画像。細長く伸びた長方形の形をしており、内部では度々小さな副振動が発生している。この副振動は21時間30分おきの周期で発生し、振幅は0.5mほどである。潮汐のサイクルとの重なり具合によっては、地中海よりもアドリア海内部のほうが潮位が高くなることもある。

さらにふたつの要素が都市の水没を促進させる原因となっている。ひとつめはヴェネツィアの潟で起こっている地盤沈下の影響。ふたつめは海水準変動(海面の上昇)である。地盤沈下は元々人間活動とは無関係に起こっていたが、この地域に人間が居住し、産業が発達が進み、潟の水がくみ上げられるようになるとさらに地盤沈下は進んでいった(現在は潟からの水のくみ上げは行われていない。)。海面の上昇には地球温暖化が影響している。ヴェネツィアの潮位監視予報センター(Tide Monitoring and Forecast Center)は、1897年と比べて現在までに23cm都市が沈下したと発表した。原因のうち12個は自然に関するもの(9個は海水準変動に関するもの、3個は地盤沈下に関するもの)で、残りの13個は人間活動による影響を指摘している。一方で、都市をあげての地道な活動により、2cm分の地盤が回復したとも評価した。

### アドリア海に関係する地球物理的要因
細長い長方形の形をしているアドリア海では度々副振動と呼ばれる、激しい海面の揺れが発生する
。 
この副振動の主周期は21時間30分で、0.5mほど海面が上下する。これが満潮と重なると、地中海よりもアドリア海のほうが潮位が高くなることもある。それに加えてこの副振動には12時間11分ごとの副周期も存在している
。 
これらの振動の大きさは自然の潮汐のそれに匹敵し、かつ互いがそれぞれ独立して発生しているため、重なると干渉を起こし互いを強め合う。
この相乗効果の強弱は、地球と月との位置関係(近地点の位置)、つまりは「新月であるのか、満月であるのか、半月であるのか。」などの月齢によって左右される。 
シロッコのような季節風などのが潟から海洋への水の流出を抑制しており、それが結果的にヴェネツィアへの高潮を増強させることもあるため、気象条件も無視はできない。

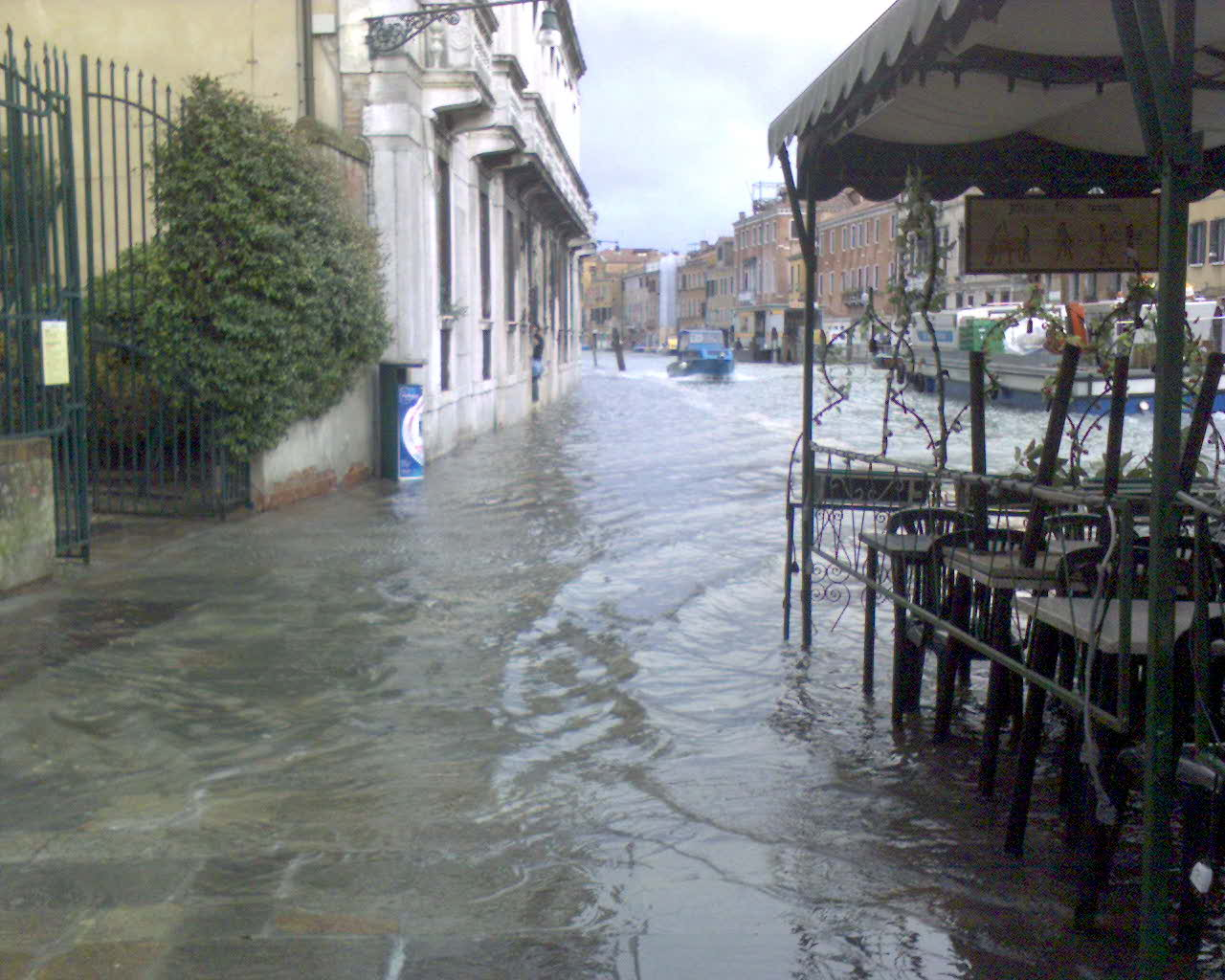
ヴェネツィア：水浸しになったフォンダメンタ・サン・ジオッベ(fondamenta di San Giobbe)(2008年12月1日)

### ヴェネツィアの潟の特性
ヴェネツィアの潟の独特の形状、沿岸で発生している地盤沈下、そして沿岸都市の独特な町並みなどの要因が住人や建物への高潮の影響を強めている。 
さらに、ボーラやシロッコなどの風が、北の山地や外洋からヴェネツィアの潟とアドリア海の境目の湾に向かって吹いている。この風は潟からアドリア海への水の流出を減退させる（もしくは完全にせき止める）効果がある。
これにより潟内の水量の減少は抑制され、そこに満潮が重なると異常に潮位が跳ね上がるのである。
ヴェネツィア付近のマルゲラ(英語)地方で産業の発達が見られるようになると、高潮による影響を増幅させる理由が少なくとも2つ、新たに生じてきた。 
1つめは、この地域には、海抜の極端に低い小さな島が多かったこと。これらの島々は『バレネ (barene)』（イタリア語で砂州の意）と呼ばれ、潮が押し寄せてきた際に余分な水分を吸収する、『天然のスポンジ』（または『拡張タンク』）のような性質がある。 
2つめに、マルゲーラ港へ石油タンカーが航行できるような専用航路を水底を彫って切り開いたことである。この『石油航路』は、リード島とペッレストリーナの間を抜けるマラモッコ潮流口を起点として潟内を横切るようになっている。明らかに自然のものではない海と潟の接続が造られたことで、満潮時にはさらに多くの海水が都市へと流れ込むようになった。 
ヴェネツィアの潟内とその近傍に造られた建物は、高潮に対してあまり考慮されていないつくりであった。
ヴェネツィア市の研究は、このままだと将来的にはアックア・アルタにより町が取り返しのつかないほどの損害を被るだろうとの見方を示すと同時に、それを回避する手段として以下のような提案を行ってきた。 
- ヴェネツィアと本土を結ぶ鉄道橋の建設。橋の支柱により水流のコントロールが可能となるため。（1841年-1846年）
- ブレンタ川をキオッジャ郊外へと誘導する治水工事。この地域にある2.63ヘクタールの三角州が高潮の際に水を吸収する『拡張タンク』の役割を果たすため。
- 沖合いでの防護壁建設。水流を劇的に制限できるため。（マラモッコ港1820年-1872年、サン・ニコロ港1884年-1897年、キオッジャ港1911年-1933年）
- ヴェネツィアと本土を結ぶリベルタ橋の建設。（1931年-1933年）
- リーヴァ・デッリ・スキアヴォーニ (Riva degli Schiavoni) を延長し、リーヴァ・デイ・セッテ・マルティーリ (Riva dei Sette Martiri) の建設。（1936年-1941年）
- 大型の駐車場やバスターミナルとして機能する人工島、トロンケット島の建造。（面積17ヘクタール、1957年-1961年）
- 鉄道橋の本数の倍増。（1977年）

## ヴェネツィアにおけるアックア・アルタ

### 都市部の影響の一部
アックア・アルタにより引き起こされる高潮はヴェネツィアの街をくまなく同一に水浸しにするわけではない。なぜなら、それぞれの地域で平均海面高度の違い、運河からの距離、歩道(フォンダメンタ、fondamenta)の相対的な高さ、運河沿いの胸壁(ダムとしての役割を果たす)の存在、そして、下水道や排水設備の配置(潟と直結し、浸水の原因となる)などさまざまな要因があるからである。
これらの異常な潮流現象の要因を詳しくまとめた報告、つまり市の委員会の研究では、通常の海水面より90cmの高潮では、ヴェネツィアはほとんど影響をうけず、それより30cm高いと街の約3分の1が水の影響を受けるとされている。この研究はヴェネツィアの人々に以下の情報を提供している。:
| 通常潮位との差 | ヴェネツィアの浸水率 |
| -------------- | -------------------- |
| +90cm          | 1.84%                |
| +100cm         | 5.17%                |
| +110cm         | 14.04%               |
| +120cm         | 28.75%               |
| +130cm         | 43.15%               |
| +140cm         | 54.39%               |
| +150cm         | 62.98%               |
| +160cm         | 69.43%               |
| +170cm         | 74.20%               |
| +180cm         | 78.11%               |
| +190cm         | 82.39%               |
| +200cm         | 86.4%                |
| +200cmより高い | 100%                 |

浸水の間、歩行者が通行できるようにするため、市は都市部の主な歩道を鉄の支柱と木製の厚板で作られた歩道のネットワーク（ギャングウェイ、gangway）に置き換えている。このギャングウェイ・システムは一般的に高潮の発生時に部分的もしくは完全に市街地が浸水した場合に、通常潮位から120cmの高さに設置される。

### 監視や警告、制御について

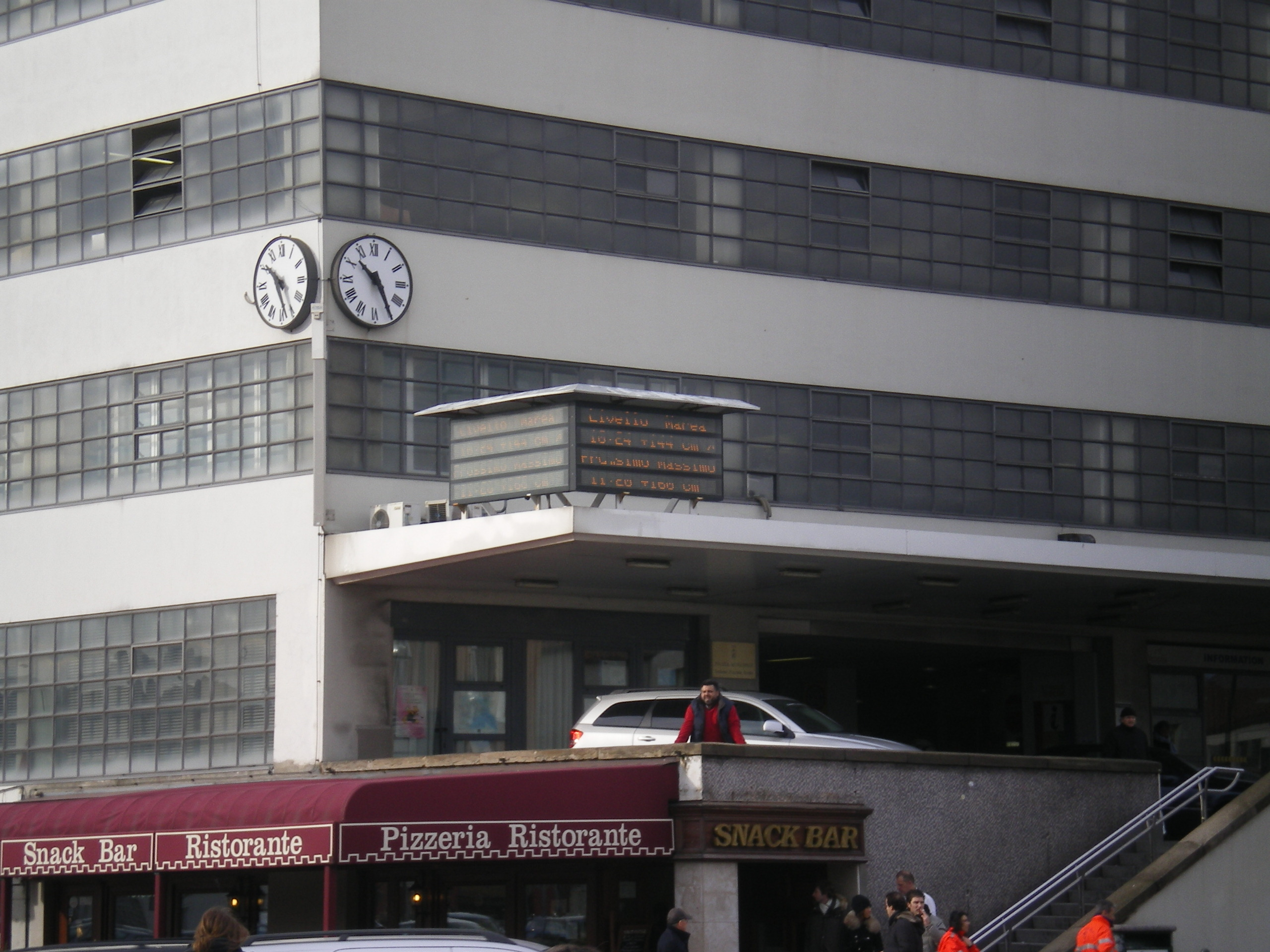
ローマ広場：アックア・アルタが発生したことを伝える電光掲示板(2008年12月1日)

ヴェネツィアの潮位監視予報センターはヴェネツィアの潟やアドリア海(イタリア国立研究委員会(Italian National Research Committee, CNR)の管轄)に設置された観測所のネットワークを通じて情報を入手している。
潮位監視予報センターの、海洋データや気象データを分析することにより導き出される正確な予測は、48時間前からの予報も可能にしている。(もっと以前からの長期予報を出すことも可能ではあるが、正確性はかなり下がってしまう。) 
予報は、潮位監視予報センターのウェブサイト、電話サービス、地元新聞紙、電光掲示板、ヴァポレット(水上バス)のバス停などを通じて一般市民に伝達される。 
アックア・アルタ予報が出された場合、被害に遭う可能性の高い商業店や家屋の所有者には、市の無料電話サービスおよびショートメッセージサービスによりそのことが通知される仕組みになっている。

また、その中でもとても強い以上の警報が出された場合は、全市民にそのことが伝わるよう、町中に設置されたサイレンスピーカーが使用される。 
2007年12月7日、この警報システムによりとても強いアックア･アルタが発生することが市民に通知された(ヴェネツィア市内のみ発令)。スピーカーからは、まず最初に「指示を待て」を示す笛の音が鳴らされ、それに続いて予想潮位を示す回数分の笛の音が鳴らされた。(早見表が発行されている。) 
旧来のシステムでは、警報は3段階しか用意されておらず、合図が1回ならば予想潮位は110cm、2回ならば140cm、3回ならば160cmとなっており、大雑把な数値しか伝えることができなかった。
しかし、新システムの導入により浸水予想地域の人々に正確な情報を届けることが可能となった。
新システムが初めて使用されたのは2008年3月24日で、このときは予想潮位が110cmであることを正確に伝えることに成功している。

### 対策
モーゼプロジェクト(MOSE project)(英語) 
(MOSEはMOdulo Sperimentale Elettromeccanicoの略。訳すと『実験用電子工学モジュール』という意味になる。)は発動から数年が過ぎたが、多くの問題を抱えていることもあり、あまり進捗していないのが現状である。
プロジェクトでは、79枚もの300トン級可動式防護壁(防潮堤)をヴェネツィアの潟とアドリア海の境に設置することになっており、これが完成すれば劇的に特別な高潮の被害を減らせることが期待されている(依然として高潮被害が発生し続けており、減少するにはいたっていない)。 
普段は水中に沈められているため壁を確認することはできないが、アックア･アルタの際は壁を一時的に上げることで都市を守る防護壁を形成する仕組みである。

## 統計

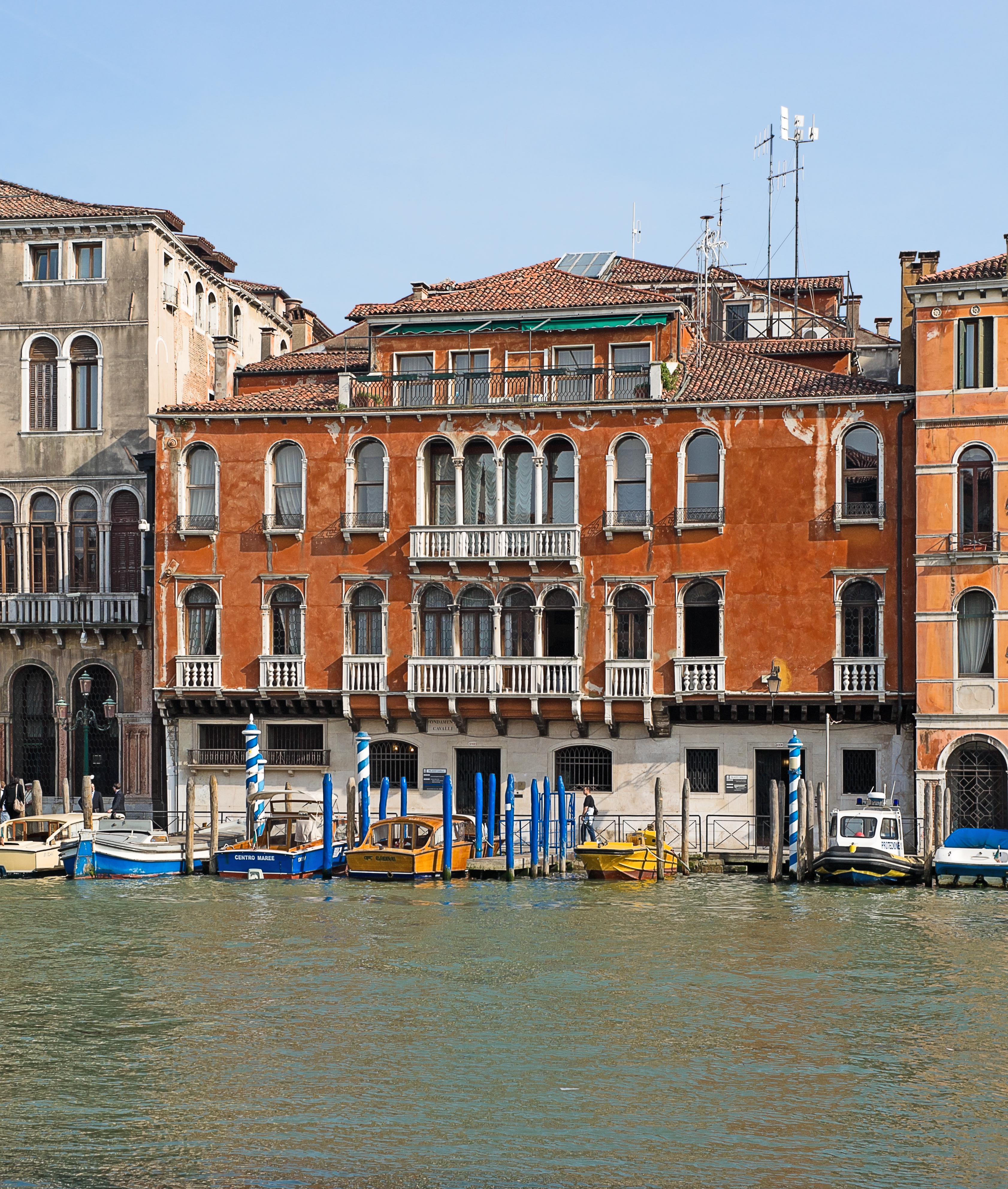
潮位監視予報センター

潟の水位の定期的、科学的な記録管理は1872年に始まったと考えられるが、幾人かの調査者たちはこれを、『異常な出来事』（通常海水面より153cm上まで潮が達した）が測定された1867年に伸ばすことを提案している。しかしながら、定期的な潮汐のモニタリングに用いられる、最初の近代的な験潮儀は1871年にヴェネツィアに設置されたため、この験潮儀による測定が最も信頼できる調査方法であるとして、この話題に関する多くの記録は後年(1872年)の方を採用している。
ヴェネツィア科学・文学・芸術学院(Venetian Institute for Science, Literature and Arts)は建国したばかりのイタリア王国によりこの仕事を命ぜられ、その結果、1866年にそれまでこの業務を行っていた海の審問官(Magistrato alle Acque)に取って代わることとなった。この組織は1908年にモニタリングおよび記録管理機能の遂行を中止し、記録と機器とともに、その役割がヴェネツィア水路学局(Hydrographic Office of Venice)へ移された。
1966年の空前のアックア・アルタの後、データの分析、変動の観測および高潮の予報のために、また、市民へ情報を持続的に広めるために、市は専用のサービスを設置した。
1980年に、潮位監視予報センター(Tide Monitoring and Forecast Center)と改名され、水路学局(Hydrographic Office)の記録管理機能を引き継いだ。

### 歴史的記録

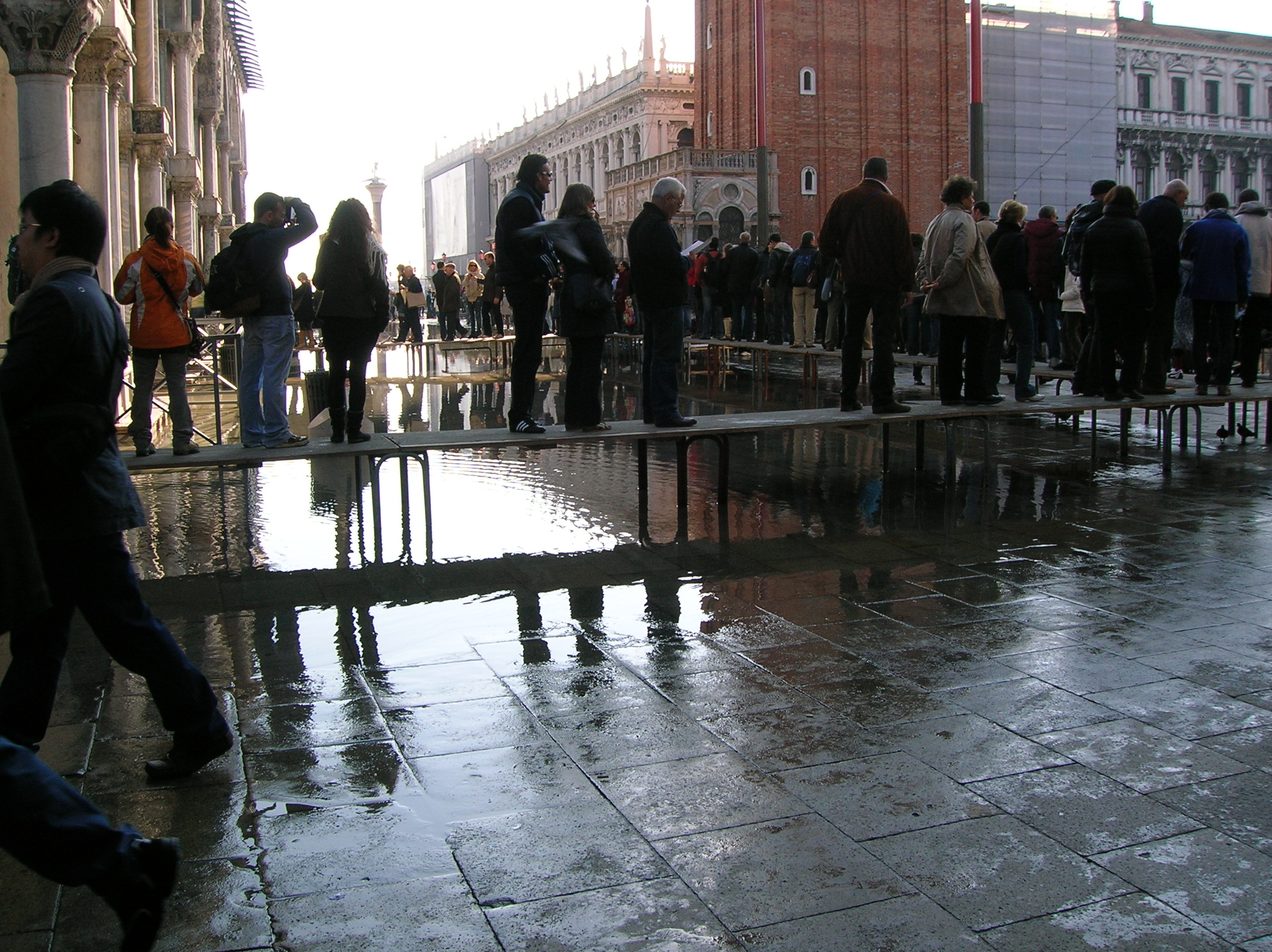
ヴェネツィア: サン・マルコ広場の入り口のギャングウェイに並ぶ旅行者

#### 早期の記録
ヴェネツィアの潟での大きな高潮の最初の記録はいわゆるロッタ・デッラ・クッカ(Rotta della Cucca)(英語)と呼ばれる高潮にさかのぼり、589年10月17日に起きたことが、パウルス・ディアコヌスによって記録されている。
パウルスによると、タリアメント川からポー川までのアドリア北部の河口は、同時に氾濫を起こし、潟の水文地学的平衡を完全に変更させたとある。

#### 中世
最初の記録は782年のヴェネツィアで起こったアックア・アルタが記述されており、840年、885年および1102年に起こった出来事についての他の記録が後に続いている。
1110年、猛烈な海の嵐（もしくは、海震とそれに続く津波の可能性もある）がMetamauco(マラモッコ(英語)の昔の名称)を完全に破壊し、それ以前にドージェの官邸があったヴェネツィアの政治の中心地がリアルト(英語)へ移動した。
地域の編年史家たちは1240年に、"the water (that) flooded the streets (was) higher than a man"（道へあふれ出した水は人の背丈よりも高かった）と記録している。他の出来事は、1268年、1280年、1282年および1283年12月20日（これはおそらく、編年史家がヴェネツィアは"saved by a miracle"（奇跡によって救われた）と記録した、異常なほど重大な出来事である）に起こったのが記録されている。
編年史家たちは1286年、1297年、1314年、1340年2月15日、1341年2月25日、1386年1月18日、1410年5月31日と8月10日に起こった高潮を記録している。
15世紀には、1419年、1423年、1428年5月11日、1430年10月10日、1444年、1445年に高潮が記録されている。1442年11月10日、水が"four feet above the usual"（普段よりも4フィート）上昇したことが記録されている。

#### 近代
高潮は、1511年5月29日、1517年、1521年10月16日、1535年10月3日および12月20日に記録されている。地域の編年史家は1543年、1550年、1559年10月12日、1599年に起きた高潮を証言している。
1600年の高潮は、12月8日、12月18日および19日の高潮とともに、高い発生率により特徴付けられている。後者の出来事は"broken indeed the shores in several places, entered the towns of Lido Maggiore, Tre Porti, Malamocco, Chiozza, et cetera"（リード、マッジョーレ、トレ・ポルティ、マラモッコ、キオッジャなどのいくつかの街の海岸へ入り、破壊をもたらした）と言われる、とても猛烈な海の嵐の記録もあるため、おそらく異常な出来事であった。
他の注目すべきアックア・アルタは1686年11月5日に起こった。
当時のいくつかの記録のうちの、ある科学者により書かれた記録のひとつに、"the waters reached the outdoor floor of ... [Sansovino's] Lodge"（水はサンソヴィーノ・ロッジの戸外の床へ達した）という記述がある。サンソヴィーノ・ロッジはサンマルコ鐘楼のモニュメント的な入り口である。1902年に鐘楼とロッジが倒壊したことにより再建作業が行われ、そのときに行われた調査により、1686年の高潮は今日の平均海水面より254cmも高かった可能性があることが示された。1960年代後半の学者たちに1686年の高潮と似たような筋書きが再び起こったと評価されている、1966年11月4日の異常な高潮の時にも同様の高さにまで達している。
18世紀、記録はより情報量が多くて正確になり、1727年12月21日、1738年大晦日、1729年10月7日、1742年11月5および28日、1746年10月31日、1748年11月4日、1749年10月31日、1750年10月9日、1792年クリスマス・イブ、1794年クリスマスにアックア・アルタが起こったことが記録されている。
最後に、験潮儀の導入以前の10年間に、高潮は1839年12月5日、1848年（140cm）、1867年（153cm）が記録されている。

#### 1923年以降の特別な高潮

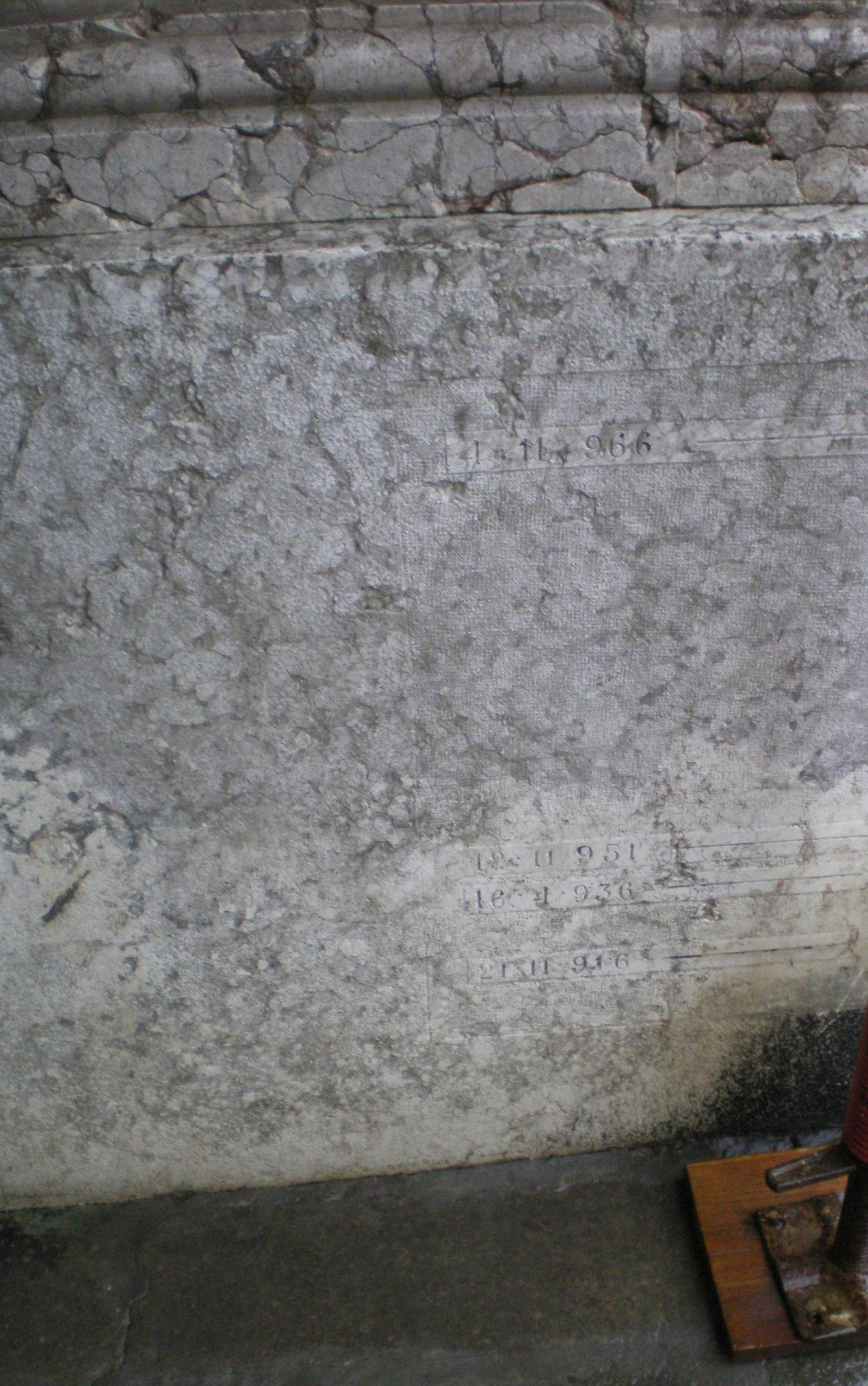
Ca' Farsetti(現・ヴェネツィア市役所)の壁に刻まれている過去の高潮の水位

潮位監視予報センターの記録によると、これまでのアックア・アルタによる潮位は、高い順に以下のようになっている。
- 1966年11月4日；194 cm（最高位）
- 2019年11月12日；187 cm
- 1979年12月22日；166 cm
- 1986年2月1日；158 cm
- 2018年10月29日；156 cm
- 2008年12月1日；156 cm
- 1951年11月12日；151 cm
- 2012年11月11日；149 cm
- 1936年4月16日；147 cm
- 2002年11月16日；147 cm
- 2009年12月25日；145 cm
- 1960年10月15日；145 cm
- 2019年11月13日；144 cm
- 2009年12月23日；144 cm
- 1968年11月3日；144 cm
- 2000年11月6日；144 cm
- 2013年2月12日；143 cm
- 2012年11月1日；143 cm
- 2009年12月23日；143 cm
- 1992年12月8日；142 cm
- 1979年2月17日；140 cm
- 最も潮が引いた水位：1934年2月14日；-121 cm
- 干潮と満潮の差が最もある記録(干潮の後に満潮)：1948年1月28日および1970年12月28日；163 cm
- 満潮と干潮の差が最もある記録(満潮の後に干潮)：1928年2月23日、24日、および1966年1月25日；146 cm